# Ujeścisko-Łostowice

Lage des Stadtbezirks Ujeścisko-Łostowice in Danzig

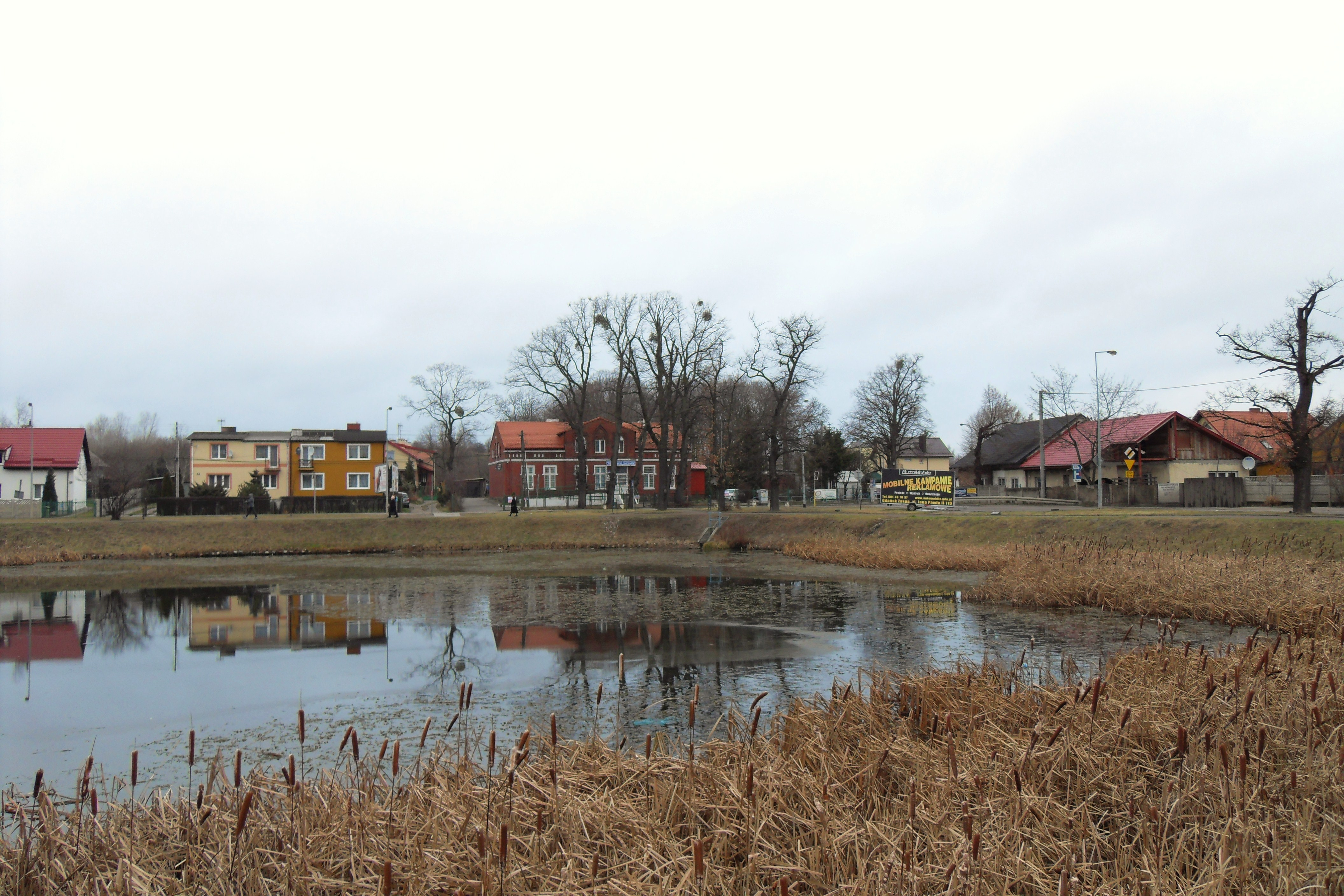
Stare Ujeścisko, Alt Wonneberg

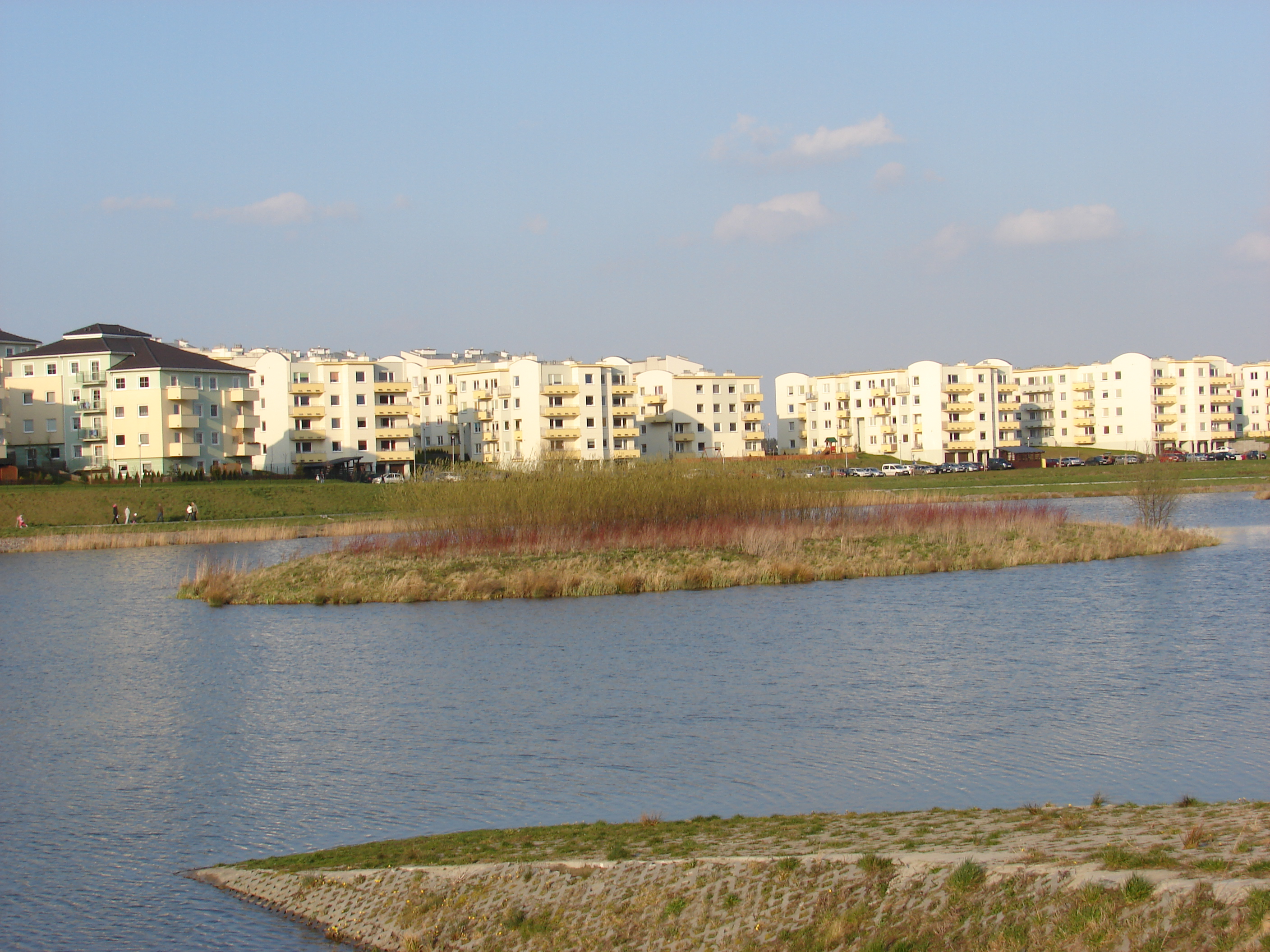
Zakoniczyn

Ujeścisko-Łostowice (deutsch Wonneberg und Schönfeld, kaschubisch Ùjescëskò und ?) ist ein Stadtbezirk von Gdańsk (Danzig) in Polen, dieser umfasst eine Fläche von 7,8 km² und zählt 23849 Einwohner mit einer Bevölkerungsdichte von 3060 Einwohnern/km². Die Einwohnerzahl ist in den letzten sechs Jahren um über 6000 Personen gestiegen.

## Geographie
Der Bezirk liegt in der Mitte des heutigen Stadtgebiets und grenzt an die Stadtbezirke Jasień, Piecki-Migowo, Siedlce, Wzgórze Mickiewicza, Chełm und die Gemeinde Kolbudy.

## Geschichte

### Gliederung
Historisch ist der Bezirk entstanden aus:
- Łostowice (Schönfeld)
- Ujeścisko (Wonneberg)
- Zabornia (Christinenhof)
- Zakoniczyn (Zankenzin)

1772 kam Wonneberg im Zuge der Ersten Teilung Polens zum Königreich Preußen. 
Vor 1580 gehörte Wonneberg zum Kirchensprengel der Catharinenkirche in Danzig und zahlte noch 1580 an den Pfarrer zu St. Catharinen den Dezem an Korn und Hafer. 1647 erbaute der Rat zu Danzig die Kirche in Wonneberg. Nun wurde Schüddelkau zu Wonneberg eingepfarrt, und seine Bauern verpflichteten sich freiwillig, von 20 Hufen 90 fl der Kirche in Wonneberg zu geben. Mit Einpfarrungs-Urkunde vom 5. Juli 1817 wurden die evangelischen Bewohner der Ortschaften Maczkau, Ernstthal, Schönfeld, Dreilinden, Tempelburg, Emaus, Zankenczin, Jenkau und Kokoschken zur evangelischen Kirche in Wonneberg eingepfarrt.
Am 28. April 1870 wurde die aus Wonneberg gebürtige Rosalie Schindler, geb. Senkpiel, Tochter eines wohlhabenden Hofbesitzers, evangelisch, 28 Jahre, wegen Totschlags, begangen an ihrem Stiefsohn, George Schindler, zu einer lebenslangen Zuchthausstrafe verurteilt. Präsident des Gerichtshofs in dem Schwurgerichtsprozess war der Stadt- und Kreis-Gerichts-Direktor Carl Ernst Robert Kowalleck.
Das Gebiet kam 1973 administrativ zur Stadt Danzig.

## Sehenswürdigkeiten und Gebäude
- Dwor Zakoniczyn, Herrenhaus aus dem 19. Jahrhundert

Die Kirchen sind Bauten des 21. Jahrhunderts.
- Kirche św. Ojca Pio
- Kirche św. Teresy Benedykty od Krzyża (Edith Stein)
- św. Judy Tadeusza Apostoła
- Die Kirche św. Krzysztofa ist noch ein Behelfsbau.